# Minuskuł 23
Minuskuł 23 (wedle numeracji Gregory—Aland), ε 1183 (von Soden) – rękopis Nowego Testamentu pisany minuskułą na pergaminie w języku greckim z XI wieku. Przechowywany jest w Paryżu.

## Opis rękopisu
Kodeks zawiera tekst czterech Ewangelii, na 230 pergaminowych kartach (23 cm na 18,4 cm).
Tekst rękopisu pisany jest dwoma kolumnami na stronę.
Tekst Ewangelii dzielony jest według κεφαλαια (rozdziały) oraz według Sekcji Ammoniusza, których numery umieszczono na marginesie. Sekcje Ammoniusza nie zostały opatrzone odniesieniami do Kanonów Euzebiusza. Tekst ewangelii zawiera τιτλοι (tytuły).

## Tekst
Grecki tekst Ewangelii reprezentuje bizantyńską tradycję tekstualną. Aland zaklasyfikował go do kategorii V.

## Historia
Paleograficznieu rękopis datowany jest na wiek XI. Rękopis prawdopodobnie powstał w Kalabrii. Na listę rękopisów Nowego Testamentu wciągnął go Wettstein.
Rękopis badał Johann Martin Augustin Scholz oraz Paulin Martin.
Obecnie przechowywany jest we Francuskiej Bibliotece Narodowej (Gr. 77) w Paryżu.
Nie jest cytowany w krytycznych wydaniach greckiego Novum Testamentum Nestle-Alanda (NA26, NA27).